# Igeltjärnen (Forsa socken, Hälsingland)
Igeltjärnen är en sjö i Hudiksvalls kommun i Hälsingland och ingår i Delångersåns huvudavrinningsområde.